# 11471 Toshihirabayashi
11471 Toshihirabayashi è un asteroide della fascia principale. Scoperto nel 1981, presenta un'orbita caratterizzata da un semiasse maggiore pari a 2,5747142 UA e da un'eccentricità di 0,1400084, inclinata di 6,28505° rispetto all'eclittica.